# تیرزین
تیرزین (به لاتین: Tyrzyn) یک منطقهٔ مسکونی در لهستان است که در Gmina Maciejowice واقع شده‌است.